# Olešče
Olešče este o localitate din comuna Laško, Slovenia, cu o populație de 253 de locuitori.